# Potowa Rinchen Sel
| Tibetische Bezeichnung                        |
| --------------------------------------------- |
| Tibetische Schrift: པོ་ཏོ་བ་རིན་ཆེན་གསལ་          |
| Wylie-Transliteration: po to ba rin chen gsal |
| Chinesische Bezeichnung                       |
| Vereinfacht: 博多哇·仁青赛                    |
| Pinyin:Boduowa Renqing Sai                    |

Potowa Rinchen Sel (tib. po to ba rin chen gsal; geb. 1027 in Phenyül (’phan yul); gest. 1105) war ein bedeutender Lehrer der Kadam-Tradition des tibetischen Buddhismus und der Gründer des Klosters Poto (po to dgon pa) in Phenyül ( 'phan yul) in Zentral-Tibet.
Unter den Schülern von Dromtönpa zählte er zusammen mit Chengawa Tshülthrim Bar (tib.: spyan snga ba tshul khrims 'bar; 1038–1103) und Phuchungwa Shönnu Gyaltshen (tib.: phu chung ba gzhon nu rgyal mtshan; 1031–1106) zu den sogenannten „Drei Brüdern“.